# Gondang (Kebonarum)
Gondang is een bestuurslaag in het regentschap Klaten van de provincie Midden-Java, Indonesië. Gondang telt 2863 inwoners (volkstelling 2010).